# Titularbistum Libertina
Das Bistum Libertina (italienisch diocesi di Libertina, lateinisch Dioecesis Libertinensis) ist ein Titularbistum der römisch-katholischen Kirche.
Es geht zurück auf einen untergegangenen Bischofssitz in der gleichnamigen antiken Stadt, die in der römischen Provinz Africa proconsularis (heute nördliches Tunesien) lag. Die Stadt ist möglicherweise identifizierbar mit den Ruinen bei Jendouba. Der untergegangene Bischofssitz gehörte zur Kirchenprovinz Karthago, nur drei Bischöfe von Libertina sind namentlich bekannt: Victor, Ianuarius (beide erwähnt im Jahre 411, Letzterer ein Donatist) und Ianuarius (erwähnt 646 n. Chr.) Das Bistum ging letztlich infolge der arabischen Eroberung des Maghreb unter.
| Titularbischöfe von Libertina |                         |                                                                 |                 |                   |
| Nr.                           | Name                    | Amt                                                             | von             | bis               |
| 1                             | Justin Daniel Simonds   | emeritierter Bischof von Melbourne (Australien)                 | 13. Mai 1967    | 3. November 1967  |
| 2                             | Martin Joseph Neylon SJ | Apostolischer Vikar der Karolinen und Marshallinseln (Ozeanien) | 2. Oktober 1969 | 3. Mai 1979       |
| 3                             | Amando Samo             | Weihbischof in Karolinen-Marshalls (Ozeanien)                   | 10. Mai 1987    | 3. Februar 1994   |
| 4                             | Andreas Laun OSFS       | Weihbischof in Salzburg (Österreich)                            | 25. Januar 1995 | 31. Dezember 2024 |